# Гаранідж
34°47′02″ пн. ш. 40°43′42″ сх. д. / 34.78388889° пн. ш. 40.72833333° сх. д.
Гаранідж (араб. غَرَانِيج, трансліт. Ġarānīj) — місто на сході Сирії. Розташоване в районі Абу-Камаль у провінції Дейр-ез-Заур. За даними Центрального статистичного бюро Сирії (CBS), за переписом населення 2004 року в Гараніджі проживало 23 009 осіб.
9 грудня 2017 року Гаранідж був захоплений сирійськими демократичними силами під час їхньої кампанії в Дейр-ез-Заурі. 21 грудня 2017 року Ісламська держава все ще контролювала місто, але наприкінці лютого його знову звільнили Сирійські демократичні сили.